# Камара, Абдул Кабеле
Абдул Кабеле Камара (фр. Abdoul Kabèlè Camara; 12 февраля 1950, Коя, Французская Западная Африка) — гвинейский политический и государственный деятель,дипломат, адвокат, юрист, министр иностранных дел Гвинеи (2007—2008), министр  обороны (2010—2015), министр безопасности и гражданской обороны (2015—2018). Лидер политической партии «Гвинейское объединение за развитие» (RGD).

## Биография
Представитель народа Сусу.
Окончил юридический факультет Университета Шейха Анты Диопа в Дакаре, затем Национальную школу управления и магистратуры в Сенегале. Стажировался в 1976—1977 годах в Монреале, с 1977 года работал в судебных органах Сенегала.
В 1988—1990 годах — преподаватель Национальной школы управления и магистратуры Дакара. С 1990 года — член Коллегией адвокатов Гвинеи. C 2002 по 2006 год был президентом Коллегии адвокатов. В 2004 году назначен вице-президентом Ассоциации адвокатов Западной Африки (ABAO).
Член гвинейской партии «Объединение гвинейского народа». В 1993 году был избран в Национальную ассамблею.
В марте 2007 года занял пост министра иностранных дел Гвинеи.
С 2010 по 2015 год работал заместителем, а позже министром обороны страны, также был государственным министром и руководителем Министерства безопасности и гражданской обороны Гвинеи (2015—2018).